# Рыба в рассоле
Рыба в рассоле — старинное рыбное блюдо русской кухни, популярное в XVI—XVII веках, известное по письменным источникам того времени также под названиями «рыба разварная в соли» и «рыба разсольная». Рыбу отваривали целиком в большом количестве соли, не очищая от чешуи, и перед подачей к столу снимали её вместе с кожей. Таким способом готовили щуку, судака, леща, хека, навагу и окуней, а также сёмгу, сига, осетра. Рыбу сворачивали на блюде колечком, отдельно сервировали хрен с уксусом.
Современные рецепты судака, трески, хека или минтая в рассоле предполагает варку рыбы порционными кусками в рыбном бульоне с добавлением процеженного огуречного рассола. Вместе с рыбой также отваривают нарезанные ломтиками солёные огурцы, свежие белые грибы, измельчённый репчатый лук. Судака в рассоле подают с грибами и огурцами под соусом на основе полученного бульона с отварным картофелем на гарнир.